# Флаг Аляски
Флаг Аля́ски (англ. Flag of Alaska) — один из символов американского штата Аляска. Флаг был разработан в 1926 году 13-летним уроженцем Аляски русско-алеутско-шведского происхождения Бенни Бенсоном, а в 1927 году принят в качестве официального символа Территории Аляска, ставшей 3 января 1959 года штатом.

## Описание
На синем фоне изображены восемь золотых (жёлтых) пятиконечных звёзд: семь звёзд изображают созвездие Большой Медведицы, а одна, самая большая, в правом верхнем углу, — Полярную звезду. Тёмно-синий цвет флага символизирует небо Аляски и цветы незабудки, которые возвещают о приходе весны.

## История
Территории Соединённых Штатов, как правило, не имели собственных флагов до обретения статуса штата. Тем не менее, в 1926 году Аляска провела конкурс, спонсируемый Американским легионом, на разработку отличительного флага территории. К январю 1927 года правила конкурса были разработаны и распространены среди школ по всей территории Аляски. Первый этап конкурса должен был состояться на местном уровне и каждый город должен был организовать судейскую коллегию, которые должны были выбрать только 10 лучших проектов и отправить их в Джуно. К 1 марта 1927 года было отправлено 142 проекта со всего штата. В том же году законодательное собрание Аляски утвердило победивший дизайн, который остался неизменным, когда территория стала штатом в 1959 году.
Впервые флаг был поднят 9 июля 1927 года. Во время этой церемонии Бенни был награждён часами с эмблемой флага и образовательной стипендией в 1000 долларов.

### Исторические флаги
| Зависимость           | Правительство                   | Дизайн | Даты использования                                             |
| --------------------- | ------------------------------- | ------ | -------------------------------------------------------------- |
| русские исследователи | нет                             |        | 1729 — 8 июля 1799                                             |
| Российская Империя    | Российско-американская компания |        | 8 июля 1799 — 10 октября 1806                                  |
| Российская Империя    | Российско-американская компания |        | 10 октября 1806 — 18 октября 1867                              |
| США                   | Департамент Аляска (Армия США)  |        | 18 октября 1867 — 3 июля 1877                                  |
| США                   | Департамент Аляска (Армия США)  |        | 4 июля 1877 — 3 июля 1890                                      |
| США                   | Округ Аляска                    |        | 4 июля 1890 — 3 июля 1891                                      |
| США                   | Округ Аляска                    |        | 4 июля 1891 — 3 июля 1896                                      |
| США                   | Округ Аляска                    |        | 4 июля 1896 — 3 июля 1908                                      |
| США                   | Округ Аляска                    |        | 4 июля 1908 — 3 июля 1912                                      |
| США                   | Территория Аляска               |        | 4 июля 1912 — 9 июля 1927                                      |
| США                   | Территория Аляска Штат Аляска   |        | 9 июля 1927 — 3 января 1959 3 января 1959 — по настоящее время |